# George Russell, 10:e hertig av Bedford
George Russell, 10:e hertig av Bedford, född 16 april 1852 i London, död där 23 mars 1893 av diabetes, var en brittisk ädling. Han var son till Francis Russell, 9:e hertig av Bedford.
Han tog examen 1874 från Balliol College, universitetet i Oxford, och fick tillstånd att fungera som försvarsadvokat vid Lincoln's Inn från 1874. Han var också liberal parlamentsledamot 1875-1885.
Gift 1876 i London med Lady Adeline Marie Somers-Cocks (1852-1920). Barnlös.